# Eleccions legislatives hongareses de 1967
Les eleccions legislatives hongareses de 1967 se celebraren el 19 de març de 1967 per a renovar els 349 membres de l'Assemblea Nacional d'Hongria.
Van ser les primeres eleccions celebrades en virtut de la nova llei electoral promulgada l'any 1966, que van fer possible que més d'un candidat pogués presentar-se en una circumscripció electoral. Tanmateix, per ser elegibles, havien d'acceptar el programa del Front Popular Patriòtic. Fins i tot sota aquestes noves normes, només nou de les 349 circumscripcions electorals tenien més d'un candidat.

## Resultats
|                                 |                                 |                                 |                                              |           |       |           |     |
| Partit                          | Partit                          | Partit                          | Partit                                       | Vots      | %     | Escons    | +/- |
|                                 | Front Popular Patriòtic         |                                 | Partit Socialista Hongarès dels Treballadors | 7,086,596 | 99.73 | 259 / 349 | 7   |
|                                 | Front Popular Patriòtic         | Independents                    | 90 / 349                                     | 7,086,596 | 99.73 | 2         |     |
| En contra                       | En contra                       | En contra                       | En contra                                    | 19,113    | 0.27  | –         |     |
| Vots en blanc/nuls              | Vots en blanc/nuls              | Vots en blanc/nuls              | Vots en blanc/nuls                           | 25,442    | 0.36  | –         |     |
| Total                           | Total                           | Total                           | Total                                        | 7,131,151 | 100   | 349       |     |
| Votants registrats/participació | Votants registrats/participació | Votants registrats/participació | Votants registrats/participació              | 7,215,408 | 98.83 | –         |     |
| Font: Nohlen & Stöver           |                                 |                                 |                                              |           |       |           |     |